# Première Nation de Kapawe'no
La Première Nation de Kapawe'no est une bande indienne de l'Alberta au Canada. Elle possède six réserves et a une population totale inscrite de 378 membres. Elle fait partie du conseil tribal Lesser Slave Lake Indian Regional Council et est signataire du Traité 8. Elle est basée à Grouard.

## Démographie
En août 2016, la Première Nation de Kapawe'no avait une population totale inscrite de 378 membres dont 63,2 % vivaient hors réserve. Selon le recensement de 2011, sur une population totale de 120 personnes, toute la population connait l'anglais, 20,8 % connaissent une langue autochtone et personne ne connait le français. 12,5 % de la population ont une langue autochtone encore comprise en tant que langue maternelle et 12,5 % parlent une langue autochtone à la maison.

## Géographie
La Première Nation de Kapawe'no possède six réserves, toutes situées en Alberta, dont la plus populeuse est Kapawe'no First Nation 150B,. Le centre de services situé le plus près de la Première Nation est High Prairie et la ville importante la plus proche est Edmonton.
| Nom officiel                     | Superficie (ha) | Emplacement                                                                      |
| -------------------------------- | --------------- | -------------------------------------------------------------------------------- |
| Kapawe'no First Nation 150B (en) | 29,6            | à 8 km au nord-ouest du Petit lac des Esclaves                                   |
| Kapawe'no First Nation 150C      | 21              | au nord de la baie de Buffalo et à 44 km au nord-est de High Prairie             |
| Kapawe'no First Nation 150D      | 390,1           | à 13 km au nord-ouest du Petit lac des Esclaves                                  |
| Kapawe'no First Nation 229       | 129             | à 27 km au nord-est de High Prairie au coin nord-ouest du Petit lac des Esclaves |
| Kapawe'no First Nation 230       | 846             | à 25 km au nord-est de High Prairie au coin nord-ouest du Petit lac des Esclaves |
| Kapawe'no First Nation 231       | 147             | sur la rive nord du Petit lac des Esclaves à environ 86 km au nord de Swan Hills |

## Gouvernement
La Première Nation de Kapawe'no est gouvernée par un conseil de bande élu selon un système électoral selon la coutume basé sur la section 11 de la Loi sur les Indiens. Depuis 1972, ce conseil est dirigé par le chef Thomas Halcrow. Il est appuyé par deux conseillers. La bande fait partie du conseil tribal Lesser Slave Lake Indian Regional Council.